# I'm Alive
"I'm Alive" é uma canção de 2002 escrita e produzida por Céline Dion, que lhe rendeu vários prêmios importantes. Tendo sido o segundo single de três singles do álbum A New Day Has Come, de Dion, a canção também fui incluída na trilha sonora do filme Stuart Little 2 (2002).
Atingiu a certificação de platina na Bélgica e de ouro na França.
O videoclipe da canção foi dirigido por Dave Meyers.